# Lutz Hengst
Lutz-Gottfried Hengst (* 27. September 1920 in Langenau (Hartha); † 12. April 1999 in Grünwald bei München) war ein deutscher Filmproduzent und Produktionsleiter.

## Leben und Wirken
Der aus Sachsen stammende Hengst war im Zweiten Weltkrieg Nachtjäger (13 mal abgeschossen) und lag bei Kriegsende verwundet in einem Lazarett in Bad Tölz, wo er im Mai 1945 seine spätere Ehefrau kennenlernte. In den kommenden viereinhalb Jahren arbeitete er eng mit den dort stationierten Amerikanern zusammen, deren Zivilmessen (u. a. Essensversorgung) er organisierte.
Ende Dezember 1949 stieß Hengst zum Film, als er als Aufnahmeleiterassistent bei der Produktionsfirma des aus dem Exil heimgekehrten Produzenten Conrad von Molo begann. In der Folgezeit arbeitete er sich zum Aufnahmeleiter (Debüt 1952 bei Der große Zapfenstreich) hoch. Er arbeitete einige Jahre als Regieassistent (z. B. bei dem in Deutschland gedrehten Kalten-Kriegs- und Spionagethriller Das unsichtbare Netz, 1953, mit Gregory Peck) und als Aufnahmeleiter (u. a. bei Ave Maria, 1953; Der letzte Sommer, 1954; Geliebte Feindin, 1954, und Griff nach den Sternen, 1955). Weiterhin war er Produktionsassistent bei Helmut Käutners DDR-kritischer Inszenierung Himmel ohne Sterne (1955). Viele seiner letztgenannten Aktivitäten erfolgten vor allem für die in München ansässige ndF. 1956 setzte man Hengst bei Josef von Bákys ambitioniertem Drama Robinson soll nicht sterben erstmals als Produktionsleiter ein.
Seit Jahresanfang 1959 konzentrierte sich Hengst gut ein Jahrzehnt lang auf die Herstellung von Fernsehproduktionen. Dies begann mit der 39-teiligen Serie Tales of the Vikings, die in München-Geiselgasteig für das amerikanische Fernsehen gedreht wurde. Vom Bavaria-Generaldirektor Helmut Jedele verpflichtet, produzierte Hengst u. a. im Jahr 1960 Franz Peter Wirths legendäre Inszenierung von Shakespeare Hamlet mit Maximilian Schell in der Titelrolle, Reinhard Hauffs Räuberballade Mathias Kneissl und 1973 die medienkritische Zukunftsvision Die letzten Tage von Gomorrha von Helma Sanders-Brahms.
Mit Beginn der 1970er Jahre kehrte die Bavaria (und mit ihr Hengst) zur Kinofilmproduktion zurück. Hengst hatte sich in der Zwischenzeit internationales Renommee als ausgezeichneter Organisator erworben und war, vor allem in den 1970er Jahren, dank seiner über die Jahrzehnte hinweg erworbenen guten Kontakte zu den amerikanischen Filmschaffenden, für die in Grünwald beheimatete Bavaria Atelier Gesellschaft als (Co-)Herstellungsleiter an diversen internationalen Kinoproduktionen beteiligt, darunter Billy Wilders elegisch-melancholisches Spätwerk Fedora und Rainer Werner Fassbinders vielfach gelobte Inszenierung Despair – Eine Reise ins Licht.
Hengst blieb bis zum 31. März 1986 Chefherstellungsleiter der Bavaria, danach machte er sich selbständig und konzentrierte sich auf die Filmproduktion mit der eigenen Firma Stallion Film. Außerdem leitete er den Bavaria Sonor Musikverlag. Mehrfach kooperierte er mit Partnern im damals noch kommunistischen Osteuropa. Sein Sohn Oliver Hengst (* 1955) arbeitet in der Branche des Vaters und ist seit der Jahrtausendwende in Hollywood tätig.
Lutz Hengst wurde auf dem Waldfriedhof Grünwald bei München beigesetzt.

## Filmografie
als Produzent, Produktionsleiter, Herstellungsleiter
- 1956: Robinson soll nicht sterben
- 1956: Mädchen und Männer / Harte Männer -- heiße Liebe
- 1958: Der schwarze Blitz
- 1970: Dark Spring
- 1972: König, Dame, Bube (King, Queen, Knave)
- 1973: Oh Jonathan – oh Jonathan!
- 1976: Des Teufels Advokat
- 1977: Das Ultimatum (Twilight’s Last Gleaming)
- 1977: Despair – Eine Reise ins Licht
- 1977: Fedora
- 1977: Das andere Lächeln
- 1977: Die Schlemmer-Orgie (Who’s Killing the Great Chefs of Europe ?)
- 1978: Die erste Polka
- 1980: Die Reinheit des Herzens
- 1980: Ach du lieber Harry
- 1980: Der Mond ist nur a nackerte Kugel
- 1981: Das Boot
- 1982: Eisenhans
- 1982: Die wilden Fünfziger
- 1984: Der Schneemann
- 1988: Der Löwe
- 1994: Es lebe unsere DDR (Dokumentarfilm)